# Тарасовское сельское поселение (Новгородская область)
Тарасовское сельское поселение — упразднённое муниципальное образование в Демянском муниципальном районе Новгородской области России. Просуществовало с 11 ноября 2005 года по 12 апреля 2010 года, когда его территория была включена в состав Жирковского сельского поселения.
Административным центром была деревня Тарасово.
Территория сельского поселения была расположена на юге Новгородской области, к югу от Демянска.
Тарасовское сельское поселение было образовано в соответствии с законом Новгородской области от 11 ноября 2005 года № 559-ОЗ.

## Населённые пункты
На территории сельского поселения были расположены 17 населённых пунктов (деревень): Березник, Болдыри, Борок, Высокуша, Вязовня, Головково, Ермаково, Заболотье, Игожево, Икандово, Леониха, Меглино, Новые Ладомири, Пеньково, Придорожная, Старые Ладомири, Тарасово.